# Pseudotanais soculatus
Pseudotanais soculatus är en kräftdjursart som beskrevs av Hansen 1913. Pseudotanais soculatus ingår i släktet Pseudotanais och familjen Pseudotanaidae. Inga underarter finns listade i Catalogue of Life.